# Halumo
Halumo is een historisch merk van motorfietsen.
De bedrijfsnaam was: Hasselmayer & Luber Gmbh, München, Mozartstraße 13.
Halumo was een Duits merk dat eerst 146cc-tweetakten bouwde, maar later ook 146- en 198cc-kopklepmodellen met eigen blokken waarvan de uitlaatklep achter de cilinderkop zat. De productie begon in 1923 in een periode dat een enorm aantal kleine motorfietsmerken ontstond. De meesten overleefden slechts enkele jaren en dat gold ook voor Halumo, dat in 1926 stopte met de productie.